# Oliver Kusch
Oliver Kusch (* 1967 in Kusel) ist ein deutscher Kardiologe, Politiker (SPD) und Abgeordneter im Landtag Rheinland-Pfalz.
Oliver Kusch studierte Medizin in Mainz und wurde dort im Jahr 1995 mit einer Arbeit über Probleme der Langzeitreproduzierbarkeit von dopplerechokardiographischen Untersuchungen bei Patienten mit prothetischem Herzklappenersatz in Mitralposition: retrospektive und prospektive Untersuchungen promoviert.

## Politik
Kusch hat für seine Partei seit dem Jahr 2014 ein Mandat im Kreistag des Landkreises Kusel inne. Bei der Landtagswahl in Rheinland-Pfalz 2021 erhielt er das Direktmandat im Wahlkreis Kusel.